# Le Martyre de l'obèse
Le Martyre de l'obèse és una pel·lícula francesa dirigida per Pierre Chenal, estrenada el 1933.
Es tracta de l'adaptació de la novel·la de Henri Béraud Le Martyre de l'obèse, publicada el 1922 , que va guanyar el Premi Goncourt el mateix any.

## Sinopsi
En una parella angoixada, l'esposa intenta fer posar gelós el seu marit fent veure que l'enganya amb un home obes, Canabol. Aleshores intenta baixar de pes.

## Repartiment
- André Berley : Antoine Cannabol
- Jacques Maury : Henry Léger
- Suzet Maïs : Angèle Léger, la dona d'Enric
- Colette Darfeuil: xicota d'Henry
- Paulette Dubost: Babette
- Léon Larive: Ballu
- Curnonsky: un convidat del club "cent kilos".
- Jacques Beauvais: majordom del club
- Mila Parély: la jugadora de ping-pong
- Roger Blin: un convidat
- Henri Kerny: Ferdinand, el valet
- Edna Laure: la criada
- Marcel La Montagne: el boxejador
- Léon Albric: un convidat del club “cent kilos”.
- Doctor Robinne: un convidat del club "cent kilos".
- Marc Ziboulsky: Ciboule
- Claude May
- Gine Nancy
- Guitte Valette

## Crítiques
Per a Jean Tulard, la pel·lícula és una adaptació reeixida de la novel·la de Henri Béraud. «Per al seu primer llargmetratge, Chenal aconsegueix un treball inusual i personal»